# Acicula norrisi
Acicula norrisi là một loài ốc đất liền rất nhỏ với một nắp, là động vật thân mềm chân bụng sống trên cạn thuộc họ Aciculidae.
Nó là loài đặc hữu của Gibraltar.